# بيرنارد لامبورد
بيرنارد لامبورد (11 مايو 1971

 في بوينت بيتري) (بالفرنسية: Bernard Lambourde)‏ لاعب كرة قدم فرنسي ذو أصول جوادلوبية معتزل كان يجيد اللعب في خط الدفاع .
لعب لامبورد في أندية كان (1991-1994) أنغرز (1994-1995) كان مجددا (1995-1996) بوردو (1996-1997) تشيلسي (1997-2001) بورتسموث (2001) باستيا (2001-2003) نانسي (2003) الوحدة (2003) .
ساهم لامبورد في تتويج نادي تشيلسي ببطولة كأس أبطال الكؤوس الأوروبي وكأس رابطة الأندية الإنجليزية المحترفة موسم 1997/1998 وبطولة كأس السوبر الأوروبي 1998 وبطولة كأس الاتحاد الإنجليزي لكرة القدم 1999/2000 .

## روابط خارجية
- بيرنارد لامبورد على موقع قاعدة بيانات كرة القدم.إي يو (الإنجليزية)
- بيرنارد لامبورد على موقع Soccerbase.com (لاعب) (الإنجليزية)
- بيرنارد لامبورد على موقع عالم كرة القدم.نت (الإنجليزية)